# Karsten Warholm
Karsten Warholm (Ulsteinvik, 28 de febrero de 1996) es un deportista noruego que compite en atletismo, especialista en las carreras de vallas.
Participó en tres Juegos Olímpicos de Verano, entre los años 2016 y 2024, obteniendo dos medallas, oro en Tokio 2020 y plata en París 2024, en la prueba de 400 m vallas.
Ganó tres medallas de oro en el Campeonato Mundial de Atletismo entre los años 2017 y 2023, una medalla de plata en el Campeonato Mundial de Atletismo en Pista Cubierta de 2024, tres medallas de oro en el Campeonato Europeo de Atletismo entre los años 2018 y 2024, y dos medallas de oro en el Campeonato Europeo de Atletismo en Pista Cubierta, en los años 2019 y 2023.
En agosto de 2021 batió la plusmarca mundial de los 400 m vallas (45,94 s), en la final de los Juegos Olímpicos de Tokio. En junio de 2025 estableció el récord mundial de los 300 m vallas con un tiempo de 32,67 s.
Ese 2021 fue elegido Atleta del año por World Athletics.

## Palmarés internacional
| Juegos Olímpicos                     | Juegos Olímpicos      | Juegos Olímpicos | Juegos Olímpicos |
| Año                                  | Lugar                 | Medalla          | Prueba           |
| ------------------------------------ | --------------------- | ---------------- | ---------------- |
| 2020                                 | Tokio (Japón)         | Medalla de oro   | 400 m vallas     |
| 2024                                 | París (Francia)       | Medalla de plata | 400 m vallas     |
| Campeonato Mundial                   |                       |                  |                  |
| Año                                  | Lugar                 | Medalla          | Prueba           |
| 2017                                 | Londres (Reino Unido) | Medalla de oro   | 400 m vallas     |
| 2019                                 | Doha (Catar)          | Medalla de oro   | 400 m vallas     |
| 2023                                 | Budapest (Hungría)    | Medalla de oro   | 400 m vallas     |
| Campeonato Mundial en Pista Cubierta |                       |                  |                  |
| Año                                  | Lugar                 | Medalla          | Prueba           |
| 2024                                 | Glasgow (Reino Unido) | Medalla de plata | 400 m            |
| Campeonato Europeo                   |                       |                  |                  |
| Año                                  | Lugar                 | Medalla          | Prueba           |
| 2018                                 | Berlín (Alemania)     | Medalla de oro   | 400 m vallas     |
| 2022                                 | Múnich (Alemania)     | Medalla de oro   | 400 m vallas     |
| 2024                                 | Roma (Italia)         | Medalla de oro   | 400 m vallas     |
| Campeonato Europeo en Pista Cubierta |                       |                  |                  |
| Año                                  | Lugar                 | Medalla          | Prueba           |
| 2019                                 | Glasgow (Reino Unido) | Medalla de oro   | 400 m            |
| 2023                                 | Estambul (Turquía)    | Medalla de oro   | 400 m            |